# جاك أوفنباخ

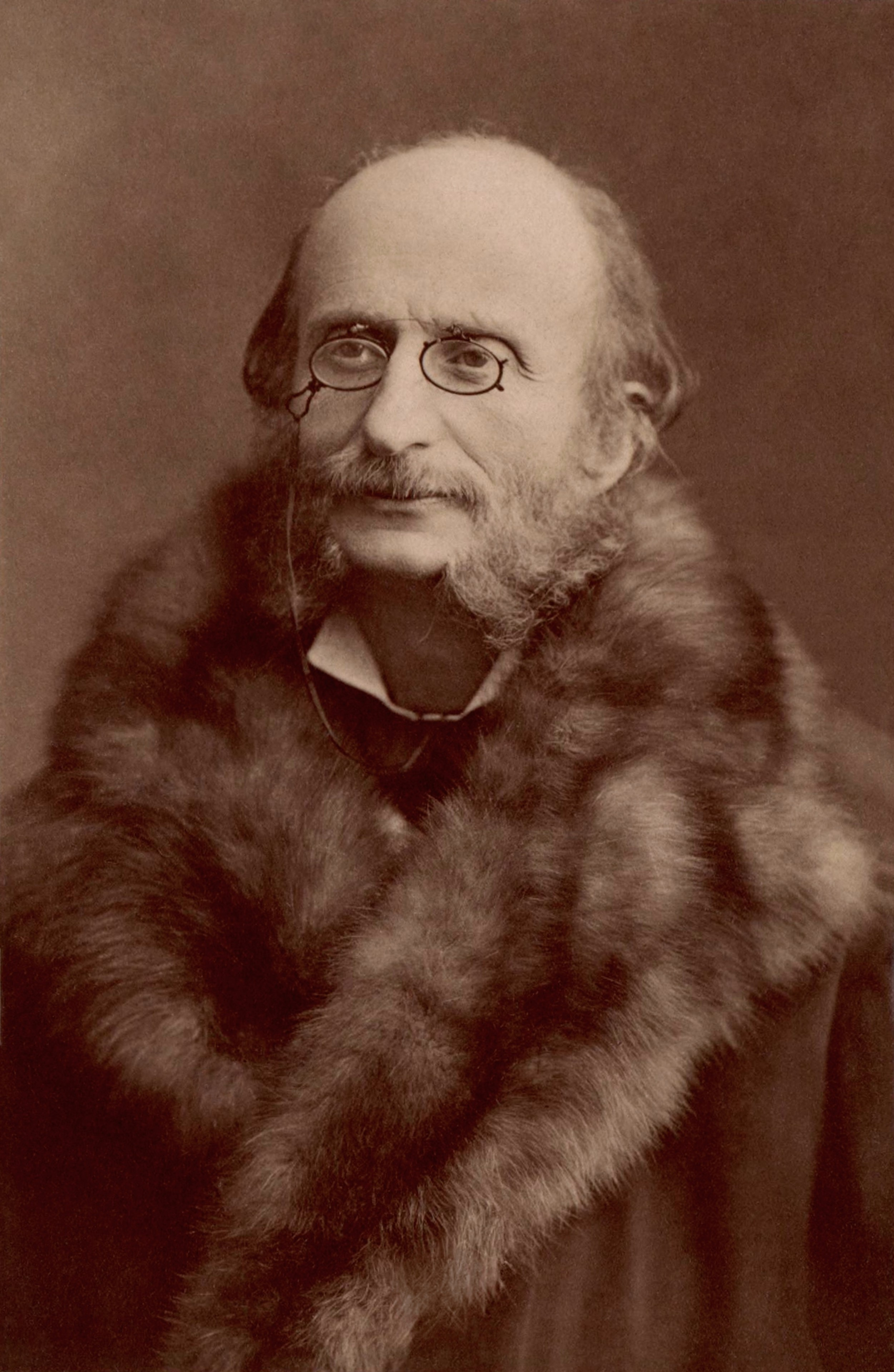
جاك أوفنباخ

جاك أوفنباخ (بالفرنسية: Jacques Offenbach)‏ (20 يونيو 1819 في كولونيا - 5 أكتوبر 1880 في باريس) مؤلف موسيقي فرنسي من أصل بروسي. هو مشهور لكتابة حوالي 100 أوبريت ما بين 1850 و1870 وكذلك أوبرا «حكايات هوفمان». كان له تأثير كبير على المؤلفين الموسيقيين في نوع الأوبريت، خاصة يوهان شتراوس الابن وآرثر سوليفان.
في ذروة شعبيته، أصبح جاك أوفنباخ مرتبطا مع الإمبراطورية الفرنسية الثانية لنابليون الثالث الذي منح له شخصيا الجنسية الفرنسية وكذلك وسام جوقة الشرف. ولكن مع انهيار النظام الإمبراطوري الفرنسي بعد الحرب الفرنسية البروسية عام 1870، اضطر أوفنباخ إلى مغادرة باريس بسبب أصوله الجرمانية وتصاعد المشاعر المعادية لألمانيا لدى مختلف طبقات المجتمع الفرنسي. غير أنه استمر في العمل بنجاح في فيينا ولندن. بعد سنوات قليلة تمكن من العودة إلى باريس وقاد جولة ناجحة في الولايات المتحدة.

## مقدمة
جاك أوفنباخ "موتسارت الشانزليه” كان المؤلف الموسيقي الذي جعل من الأوبريت شكلا فنيا عالميا ومهد الطريق بذلك أمام ليهار وسوليفان وموسيقي القرن العشرين. مزج الحوار ومقطوعات في إنتاج يتميز بالطابع الموسيقي دون منافس والسخرية، انتقد أخلاقيات وسلوكيات الإمبراطورية الثانية وجعلوه يدفع ثمن هذا.

## حياته
ولد جيكوب، كما كان اسمه، في كولونيا عام 1819 السابع من عشرة أطفال. تعلم الموسيقى في بلده الأم ثم عام 1833 استقرت الأسرة في باريس مما سمح له الدراسة في الكونسرفتوار. انضم إلى أوركسترا الأوبرا كوميك، نشر فالسات ومقطوعات للحفلات لآلته الخاصة التشيللو. خلال 1840 عمل عازفا ماهرا، فشل في عرض أعماله المسرحية إلا حين دفع لإنتاجها لكن حظه تغير في العقد التالي. ففي عام 1850 أصبح قائد المسرح الفرنسي الذي وافق عام 1855 على عمله oyayaie ou la reine de iles (ملكة الجزر). منحه نجاح العمل المال والمصداقية ليصبح مؤلفا وعازفا لموسيقاه الخاصة رغم ازدراء الطبقة الراقية في باريس.
عمله "أورفياس في العالم السفلي" من فصلين أطلق رقصة الكان كان في العالم عام 1858 وكان يمثل عدم وقار أورفياس – نقطة بداية الأوبريت هي ان أورفياس شعر بالملل من يوريديس، في حين شتت من عزفه على الكمان. عمله الناجح عام 1864 “هيلين الجميلة" كان يعني بخيانة هيلين من طروادة حيث انتقده وسخر منه دونيزيتي وفاجنر أثناء هذا. بعد عامين كتب "ذو اللحية الزرقاء" حيث يبحث ذو اللحية الزرقاء عن زوجته السادسة وأوبريت "حياة باريس" وهو رسم لامع لمجمع باريس المعاصر. علمه الساخر "الدوقة العظيمة لجيرولشتاين" 1867 وصفها جورج برنارد شو بأنها "عمل فني أصلي وكامل يرفع مؤلفها للسماء" وحقق نجاح ساحق في شباك التذاكر. عمله La Périchole 1868 الذي يتناول مغامرات في ليما لاثنين من مطربي الشارع ميز نهاية شهرة أوفنباخ وهي فترة كتب فيها نحو 90 أوبريت.
صنع لنفسه اسما وسط التراجع في الإمبراطورية الثانية. تغير ذوق الجمهور بعد الحرب الفرانكو-بروسية لسنبة 1870-71 وأوفنباخ الذي كان في السابق فارس حصل على وسام الشرف الآن وصفوه بانه «المفسد الكبير» للذوق المناسب. هرب إلى الجماهير المعجبة به في إنجلترا وأمريكا ومن عام 1877 انشغل بالعمل الذي أصبح رائعته «حكايات هوفمان». حين مات عام 1880 كان معظم العمل لا يزال مدون للبيانو لكن أكمله ووزعه إرنست جيرو وحصل على العرض الأول في أوائل 1881.

## موسيقاه

### أورفياس في الجحيم
لهجومهم على إمكانيات ونفاق الإمبراطورية الثانية، احتفاظ أوفنباخ وكاتب الليبريتو لودوفيك هاليفي بالخطوط الخارجية للحكاية كما رواها في عمل كريستوف فيليبالد غلوك “أورفيو في يوريدس": يسافر أورفياس للجحيم لاستعادة يورديس من بلوتو، الذي ينظر للوراء في الطريق خارج العالم السفلي نتيجة هذا يفقدها. لكن في هذه النسخة أورفياس أحمق غير موهوب يريد التخلص من يوريديس المزعجة. الرأي العام ضد الآلهة التي تشعر بالملل وهو كاريكاتير لأعضاء الحكومة، رئيسهم جوبيتر (يرمز لنابليون الثالث) يتم السخرية من كل شيء من القبح والغباء إلى التهتك والعين الزائفة.
عند تلحين الليبريتو ابتكر أوفنباخ نوتة تقريبا فريدة في الأوبريت حيث لا توجد حلقات مملة ولا نكات سطحية أو ألحان تافهة. أشهر حلقة بالطبع هي الجحيم المعروفة بكان كان - “أخيرا شيء يمكن الرقص على ألحانه" يغني المحتفلون في نهاية حفل الوداع للآلهة. ثمة الكثير من المؤثرات الأوركسترالية الرائعة، مثل تحول جوبيتر لذبابة ودخول بلوتو العاصف في الفصل الثاني، وعدد من الصولو الأكثر امتدادا يدخل في برنامج حفلات اغاني الرسيتال – بالأخص أغنية جون ستيكس "حين كنت ملك سكان بويتي".

### حكايات هوفمان
أنتج العمل سنة 1881 “حكايات هوفمان" كانت الأوبرا الأولى والأخيرة لأوفنباخ حيث كان العمل الوحيد العميق الذي كتبه دون حوار شفوي لكنه قريب لأعماله المسرحية الأخرى حيث عالج ببساطة أسلوبه للأوبريت ليناسب النغمة الجادة لليبريتو. الثلاثة فصول المحورية التي يحيط بها إطار المقدمة والخاتمة تروي ثلاث روايات للكاتب الرومانسي الألماني إي تي إيه هوفمان. الأولى تعني بمتكره ودميته الميكانيكية أوليمبيا التي تغري هوفمان. الحكاية الثانية تتعلق بعواطف هوفمان أنطونيو مطرب يقع فريسة لدكتور ميراكيل الشرير والحكاية الثلاثة تروي جيليتا التي تحاول خداع هوفمان ليبيع روحه.
الذكاء المميز لأوفنباخ يظهر خلال العمل لكن يلعب دور مريح بدلا منه محدد لذا حلقات قاعة الموسيقى مثل الآريا كلوراتورا الميكانيكية لأولمبيا حيث ينخفض صوتها في جليساندو هائل من أعلى المدرج الموسيقي كل مرة تنخفض الميكانيكية تخفف من تهديد خصم المبتكر كوبيلياس. بالمثل الشخصية الثانوية الكوميدية فرانتز التي تفشل في الفصل الثالث لتصل إلى النغمات في نهاية السلالم الموسيقية محاكاة للتينور الحقيقي الذي تجاوز ربيع العمر هي ملهاة مسلية في فصل يسوده موسيقى من المقام الصغير والمناخ الملون بشكل داكن مثل الباركارول الرقيق لكن البغيض الذي يفتتح الفصل.

## وصلات خارجية
- جاك أوفنباخ على موقع IMDb (الإنجليزية)
- جاك أوفنباخ على موقع الموسوعة البريطانية (الإنجليزية)
- جاك أوفنباخ على موقع ألو سيني (الفرنسية)
- جاك أوفنباخ على موقع ميوزك برينز (الإنجليزية)
- جاك أوفنباخ على موقع أول موفي (الإنجليزية)
- جاك أوفنباخ على موقع قاعدة بيانات برودواي على الإنترنت (الإنجليزية)
- جاك أوفنباخ على موقع قاعدة بيانات برودواي على الإنترنت (الإنجليزية)
- جاك أوفنباخ على موقع قاعدة بيانات الأفلام السويدية (السويدية)
- جاك أوفنباخ على موقع إن إن دي بي (الإنجليزية)
- جاك أوفنباخ على موقع أول ميوزيك (الإنجليزية)

1. ↑  "Offenbach, Jacques". Biographisches Lexikon des Kaiserthums Oesterreich (بالألمانية). 21: 39. 1856. QID:Q89569515.
2. ↑  MusicBrainz (بالإنجليزية), MetaBrainz Foundation, QID:Q14005
3. 1 2 3  The Rough Guide to Classical Music by Joe Staines